# Вестланд (Нідерланди)
Вестланд (нід. Westland) — муніципалітет у Нідерландах, у провінції Південна Голландія.

## Населення
Станом на 31 січня 2022 року населення муніципалітету становило 112559 осіб. Виходячи з площі муніципалітету 81,27 кв. км., станом на 31 січня 2022 року густота населення становила 1.385  осіб/кв. км.
За даними на 1 січня 2020 року 16,0%  мешканців муніципалітету мають емігрантське походження, у тому числі 9,2%  походили із західних країн, та 6,8%  — інших країн.

## Населені пункти
Міста
- Ватерінген
- Монстер
- Налдвейк
- 'с-Гравензанде

Села
- Генвег
- Гонселерсдейк
- Де-Лір
- Квінтсгел
- Масдейк
- Пулдейк
- Тер-Гейде